# Windows CE 5.0
A Windows CE 5.0 a Microsoft Windows CE-termékcsaládjának ötödik főverziója, a Windows CE 4.2 utódja. A rendszer először a Magellan GPS-ekre jelent meg, ezért a „Macallan” kódnevet kapta. ARM, MIPS, SuperH és x86 architektúrákra érhető el.
A szoftver forráskódja korlátozottan nyílt, így a fejlesztők a rendszermag szintjén szabadon végezhetnek módosításokat anélkül, hogy azokat a Microsofttal vagy versenytársaikkal meg kelljen osztaniuk.

## Eltérések a Windows XP Embeddedtől
A Microsoft szerint a Windows CE 5 a Windows XP Embeddedhez képest jobban kezeli a vezeték nélküli hálózatokat és jobb multimédiás képességekkel bír, emellett áruk is különböző. A legfőbb eltérések az alábbiak:
- CPU: az XP csak az x86 architektúrát támogatja, míg a CE az ARM-et, a MIPS-et és a SuperH-t is
- Valós idejű futás: a CE valós idejű operációs rendszer, az XP nem
- Win32: az XP natívan képes a Win32-alapú alkalmazások futtatására, a CE viszont csak módosításokkal
- Memóriaigény: a CE memóriaigénye 350 kilobyte, az XP-é pedig 8 megabyte.

## Fordítás
- Ez a szócikk részben vagy egészben  a   Windows CE 5.0 című angol Wikipédia-szócikk ezen változatának fordításán alapul.  Az eredeti cikk szerkesztőit annak laptörténete sorolja fel. Ez a jelzés csupán a megfogalmazás eredetét és a szerzői jogokat jelzi, nem szolgál a cikkben szereplő információk forrásmegjelöléseként.